# Bjelovarsko-križevačka biskupija
Bjelovarsko-križevačka biskupija dijeceza je Rimokatoličke Crkve sa sjedištem u Bjelovaru, a obuhvaća većinu područja Bjelovarsko-bilogorske županije, bez grada Daruvara i njegove okolice koja pripada Požeškoj biskupiji, te križevački, vrbovečki i zelinski kraj.

## Povijest
Utemeljio ju je papa Benedikt XVI. 5. prosinca 2009.
Prvim biskupom Bjelovarsko-križevačke biskupije imenovan je mons. dr. Vjekoslav Huzjak, dotadašnji generalni tajnik HBK.
Biskupija je zaživjela 20. ožujka 2010. izvršenjem bule o osnivanju te ređenjem i preuzimanjem službe prvog biskupa.
Katedrala je dosadašnja župna crkva sv. Terezije Avilske u Bjelovaru, a konkatedrala je dosadašnja crkva sv. Križa u Križevcima. Zaštitnik biskupije je sv. Marko Križevčanin. Biskupijsko svetište Majke Božje nalazi se u Novoj Rači.
Najposjećenija godišnja vjerska slavlja su: proslava blagdana Velike Gospe u Novoj Rači 15. kolovoza, proslava svetkovine sv. Marka Križevčanina u Križevcima 7. rujna, proslava svetkovine sv. Antuna Padovanskog u Bjelovaru 13. lipnja i Marinje u Grubišnom Polju, proslava blagdana Presvetoga Imena Marijina 12. rujna.
Susret hrvatske katoličke mladeži u Bjelovaru okupio je 7000 sudionika 17. rujna 2022. Svečano euharistijsko slavlje na stadionu NK Bjelovar, u zajedništvu sa svim hrvatskim biskupima i apostolskim nuncijem u Hrvatskoj predvodio je bjelovarsko-križevački biskup, msgr. Vjekoslav Huzjak. Održan je po jakoj kiši, koja je padala dva dana bez prestanka.

## Uprava
U crkvenopravnom pogledu Bjelovarsko-križevačka biskupija je sufragan (podložna biskupija) Zagrebačke nadbiskupije u okviru Zagrebačke metropolije. Bjelovarsko-križevačka biskupija sastoji se od dva arhiđakonata: Bjelovarsko-kalnički i Čazmanski arhiđakonat. Po teritorijalno-pastoralnom ustrojstvu Bjelovarsko-križevačka biskupija sastoji se od 7 dekanata s 56 župa:
- Čazmanski
- Garešnički
- Bjelovarski
- Cirkvenski
- Križevački
- Vrbovečki
- Zelinski

## Popis Bjelovarsko-križevačkih biskupa
1. mons. Vjekoslav Huzjak (2009. – danas)

## Poznate crkvene osobe
Poznate crkvene osobe rođene ili djelovale na području Bjelovarsko-križevačke biskupije:
- Sveti Marko Križevčanin - svetac, svećenik, košički mučenik, profesor teologije, kanonik i misionar, rođen u Križevcima.
- Blažena Marija Bernadeta Banja - blaženica, redovnica, jedna od blaženih Drinskih mučenica rođena u Velikom Grđevcu.
- Službenica Božja Geralda Jakob - redovnica sestra milosrdnica, žrtva jugoslavenskog komunističkog režima, rodom iz Donjare kod Križevaca.
- Stjepan Kranjčić - križevački župnik, umro na glasu svetosti, suradnik nadbiskupa bl. Alojzija Stepinca, žrtva komunističkoga sustava, doktor kanonskoga prava, pisac, izniman pastoralni i karitativni djelatnik.
- Pavao Kolarić - isusovac, umro na glasu svetosti, rođen u Velikom Trojstvu.
- Ratko Perić - mostarsko-duvanjski biskup i apostolski upravitelj trebinjsko-mrkanski, rođen u Tuku kraj Bjelovara.
- Blaž Švinderman - pomoćni biskup zagrebački od 1904. do 1915., kanonik, ceremonijar, papinski komornik, prebendar i protokolist, rođen u Bjelovaru.
- Mijo Škvorc - pomoćni biskup zagrebački od 1970. do 1989. godine, teolog, filozof, pjesnik, rodom iz Ruševca kraj Križevaca.
- Rudolf Vimer -  kanonik, rektor Zagrebačkog sveučilišta, dekan Bogoslovnog fakulteta u Zagrebu, dopisni član Jugoslavenske akademije znanosti i umjetnosti (danas HAZU), najučeniji svećenik Zagrebačke nadbiskupije početkom XX. stoljeća, pisac, poliglot i dobrotvor, rođen u Bjelovaru.
- Stjepan Kožul - kanonik, doktor teologije, obnašao je mnoge visoke funkcije u Zagrebačkoj nadbiskupiji, među kojima se posebno ističu službe bilježnika i tajnika Nadbiskupskoga duhovnog stola tijekom 26 godina, bilježnika Međubiskupijskoga prizivnog suda u Zagrebu, ravnatelja Dijecezanskoga muzeja, te predstojnika Ureda za kulturna dobra Zagrebačke nadbiskupije. Autor je mnogih znanstvenih knjiga, članaka i prikaza o temama iz crkvene povijesti i umjetnosti. Rođen je u Nevincu kraj Bjelovara.[5]
- Željko Tanjić - doktor teologije, prvi rektor Hrvatskoga katoličkoga sveučilišta, direktor Kršćanske sadašnjosti od 2009. do 2011., urednik časopisa, rođen u Bjelovaru, rodom iz Rovišća.
- Marijan Radanović - monsinjor, graditelj Nacionalnog svetišta sv. Josipa u Karlovcu i dugogodišnji župnik župe BDM Snježne u Karlovcu na Dubovcu, rođen u Severinu kraj Bjelovara.
- Josip Kopjar - dekan bjelovarskog dekanata od 1989. do 2004. godine.
- Stanko Banić - franjevac, humanitarac i pjesnik.
- Siniša Srebrenović - franjevac, čuvar Isusova groba u Bazilici Svetoga groba u Jeruzalemu, rođen u Bjelovaru.

## Također pogledajte
- Katolička upravna podjela Republike Hrvatske
- Bjelovarska katedrala
- Križevačka konkatedrala
- Crkva Uznesenja Blažene Djevice Marije u Novoj Rači
- Dodatak:Župe Bjelovarsko-križevačke biskupije

## Galerija
- Katedrala sv. Terezije Avilske u Bjelovaru
- Konkatedrala sv. Križa u Križevcima.
- Euharistijsko slavlje u Bjelovaru prilikom ređenja biskupa i uspostave Biskupije
- Crkva Uznesenja Blažene Djevice Marije u Novoj Rači, marijansko svetište Biskupije

## Vanjske poveznice
- Internetska stranica Bjelovarsko-križevačke biskupije